# Vasco da Gamabrug

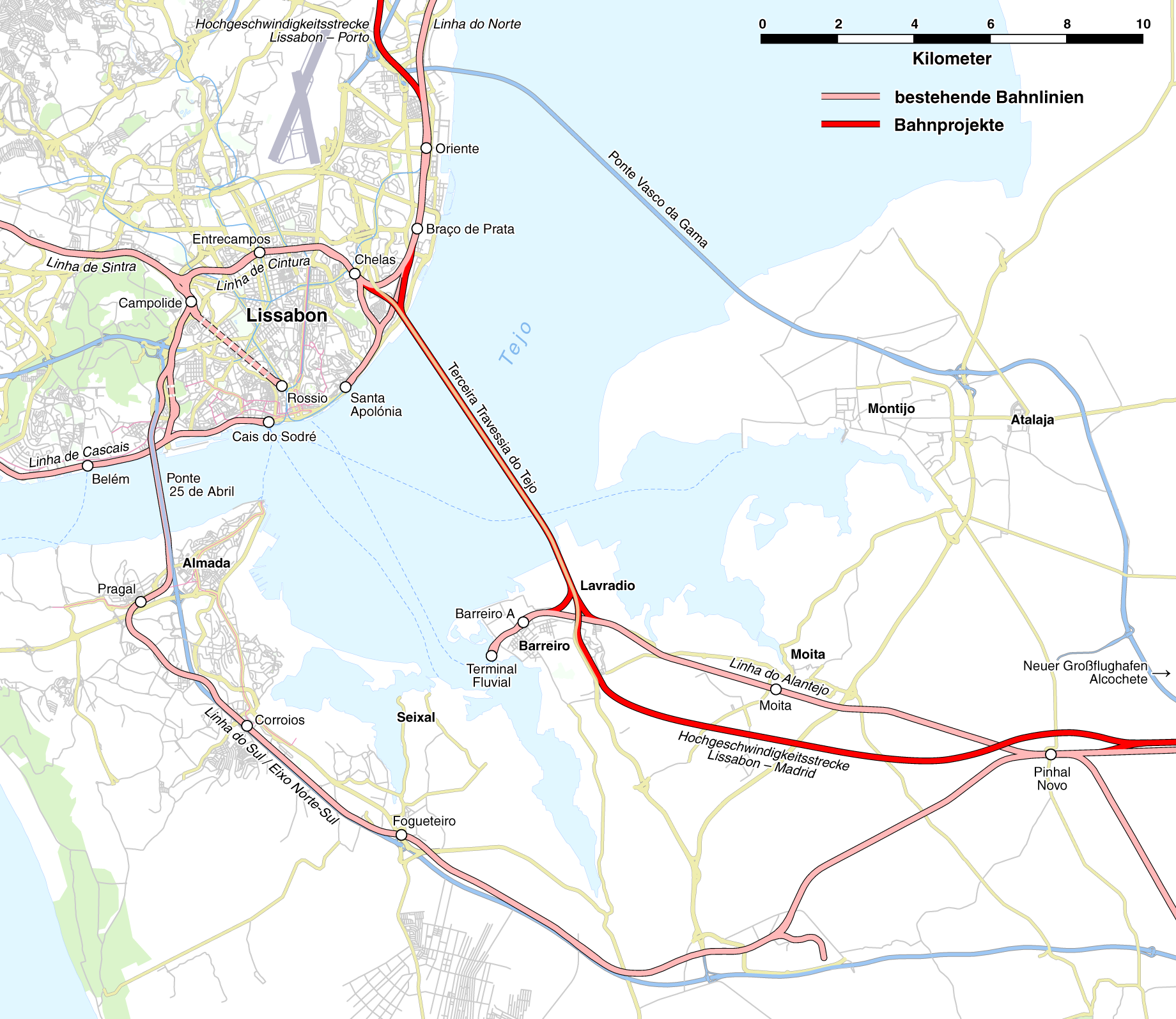
Kaart met de drie bruggen over de Taag bij Lissabon

De Vasco da Gamabrug (Ponte Vasco da Gama) is een ruim 12 kilometer lange (gedeeltelijke) tuibrug over de Taag ten oosten van Lissabon. Zij verbindt de plaatsen Sacavém en Montijo en is genoemd naar de Portugese ontdekkingsreiziger Vasco da Gama (1460 of 1469-1524). De snelwegbrug van de A12 is de langste brug van de EU, en na de Krimbrug (Rusland/Oekraïne) de langste brug van Europa.

## Ontwerp en bouw
De bouw begon in 1995 en de brug werd geopend op 29 maart 1998, voor Expo '98 in Lissabon en 500 jaar na de ontdekking van de zeeroute naar India via Kaap de Goede Hoop.
De brug verbindt het noorden van Lissabon met de zuidoever van de Taag in buurt van Montijo. Ze omvat viaducten met een totale lengte van 12,345 km en werd gebouwd door de privéonderneming Lusoponte, die voor 40 jaar concessie heeft voor tolheffing. In 2023 is de tol 3,05 euro voor verkeer in noordwaartse richting; zuidwaarts is gratis. Lusoponte heeft eenzelfde concessie voor de verdergelegen Ponte 25 de Abril.